# 애리조나 베터런스 메모리얼 콜리시엄
애리조나 베터런스 메모리얼 콜리시엄(영어: Arizona Veterans Memorial Coliseum)은 미국 애리조나주 피닉스에 위치한 실내 경기장이다. 과거 NBA 피닉스 선스와 IHL 피닉스 로드러너스와 WHA 피닉스 로드러너스의 홈경기장으로 사용했다.
| NBA 올스타전 개최 경기장 |                                            |          |
| 1974년                   | 1975년 애리조나 베터런스 메모리얼 콜리시엄 | 1976년   |
| 시애틀 센터 콜리시엄     | 1975년 애리조나 베터런스 메모리얼 콜리시엄 | 스펙트럼 |
|                          |                                            |          |
|                          |                                            |          |

## 같이 보기
- 도턴 아레나
- 캐피털 센터
- 스코샤뱅크 새들돔